# Linda (nome)
Linda  è un nome proprio di persona italiano femminile.

## Varianti in altre lingue
- Bulgaro: Линда (Linda)[2]
- Ceco: Linda[2]
- Croato: Linda[2]
- Danese: Linda[2]
- Estone: Linda[2]
- Finlandese: Linda[2]
- Germanico: Linza[2] Linda[2], Lindis[3]
  - Maschili: Linto[3], Linzo[3]
- Inglese: Linda[2], Lynda[2][4]
  - Ipocoristici: Lynn, Lind[4], Lindi[4], Lindie[4], Lindy[4]
- Norvegese: Linda[2]
- Olandese: Linda[2]
- Slovacco: Linda[2]
- Svedese: Linda[2]
- Tedesco: Linda[2]
- Ungherese: Linda[2]

## Origine e diffusione
Si tratta di un nome usato soprattutto a partire dal XIX secolo. Principalmente, rappresenta la forma abbreviata di svariati altri nomi che terminano in -linda, la maggioranza dei quali di origine germanica e contenenti l'elemento linde (o lindi, "soffice", "tenero"), o anche lind (o linde, "serpente", "drago") o lint ("tiglio"), ad esempio Teodolinda, Belinda, Adelinda, Ermelinda e Rosalinda, ma anche altri quali Melinda e Olinda.
Viene accostato per etimologia popolare all'italiano "linda" ("pulita", "splendente"), nonché allo spagnolo linda ("graziosa", "bella").
Il nome è usato nella forma "Linda" in numerose lingue; la sua somiglianza al nome Lindsay portò quest'ultimo, negli anni 1970, ad essere usato più al femminile che al maschile. Il nome è anche portato da Linda, un personaggio della mitologia ugro-finnica madre di Kalevipoeg.

## Onomastico
Il nome è adespota e quindi si festeggia il 1º novembre, giorno di Ognissanti, oppure lo stesso giorno di cui il nome è ipocoristico.

## Persone

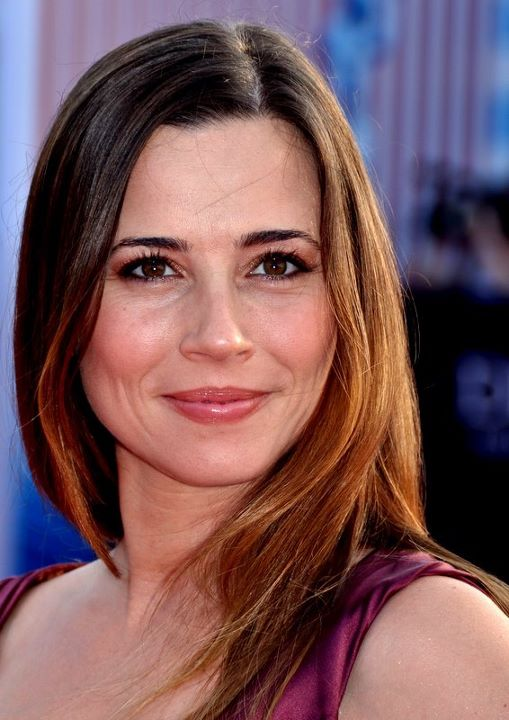
Linda Cardellini

- Linda Arvidson, attrice statunitense
- Linda Blair, attrice statunitense
- Linda Cardellini, attrice statunitense
- Linda Christian, attrice statunitense
- Linda Creed, paroliera e produttrice discografica statunitense
- Linda Darnell, attrice statunitense
- Linda Evangelista, supermodella canadese
- Linda Evans, attrice statunitense
- Linda Gray, attrice statunitense
- Linda Hunt, attrice statunitense
- Linda Lanzillotta, politica italiana
- Linda Lovelace, pornoattrice statunitense
- Linda McCartney, fotografa statunitense
- Linda Ronstadt, cantante e compositrice statunitense
- Linda Valori, cantautrice italiana

## Il nome nelle arti
- Linda di Chamounix - dal nome della protagonista - è un'opera lirica di Gaetano Donizetti.
- Linda Danvers, più nota come Supergirl, è un personaggio dei fumetti DC Comics.
- Linda Fogliani è un personaggio della serie televisiva Linda e il brigadiere.
- Linda Belcher è un personaggio della serie televisiva Bob's Burgers.
- Linda Park è un personaggio dei fumetti DC Comics.
- Linda è un brano musicale dei Pooh contenuto nell'album Poohlover.
- Balla Linda è una canzone di Mogol e Lucio Battisti.
- Linda è una canzone di Emis Killa del 2017.
- Linda bella Linda è una canzone del Daniel Sentacruz Ensemble.